# Ярлик (файл)

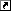
Значок Ярлика

Ярлик (англ. shortcut) — файл зв'язку, який слугує покажчиком на об'єкт (наприклад, файл, який потрібно певним чином обробити), програму або команду і містить додаткову інформацію. Найчастіше ярлики створюються на стільниці для швидкого (зручного) запуску програм, що знаходяться в «незручних» місцях. Ярлик має містити посилання на файл або каталог, що викликає. Ярлик може містити також посилання на зображення, піктограму (через що між ярликами є відмінність). Ярлик можна створити відповідною командою «створити ярлик» за допомогою контекстного меню робочого столу.
Розмір файлу ярлика становить зазвичай від декількох десятків до декількох сотень байт. Зміна властивостей об'єкта, на який посилається таке посилання призводить до зміни її вмісту, а видалення або переміщення об'єкта (зміна шляху до нього в файлової системі) — до їїнепрацездатності.